# Gögi Hofmann

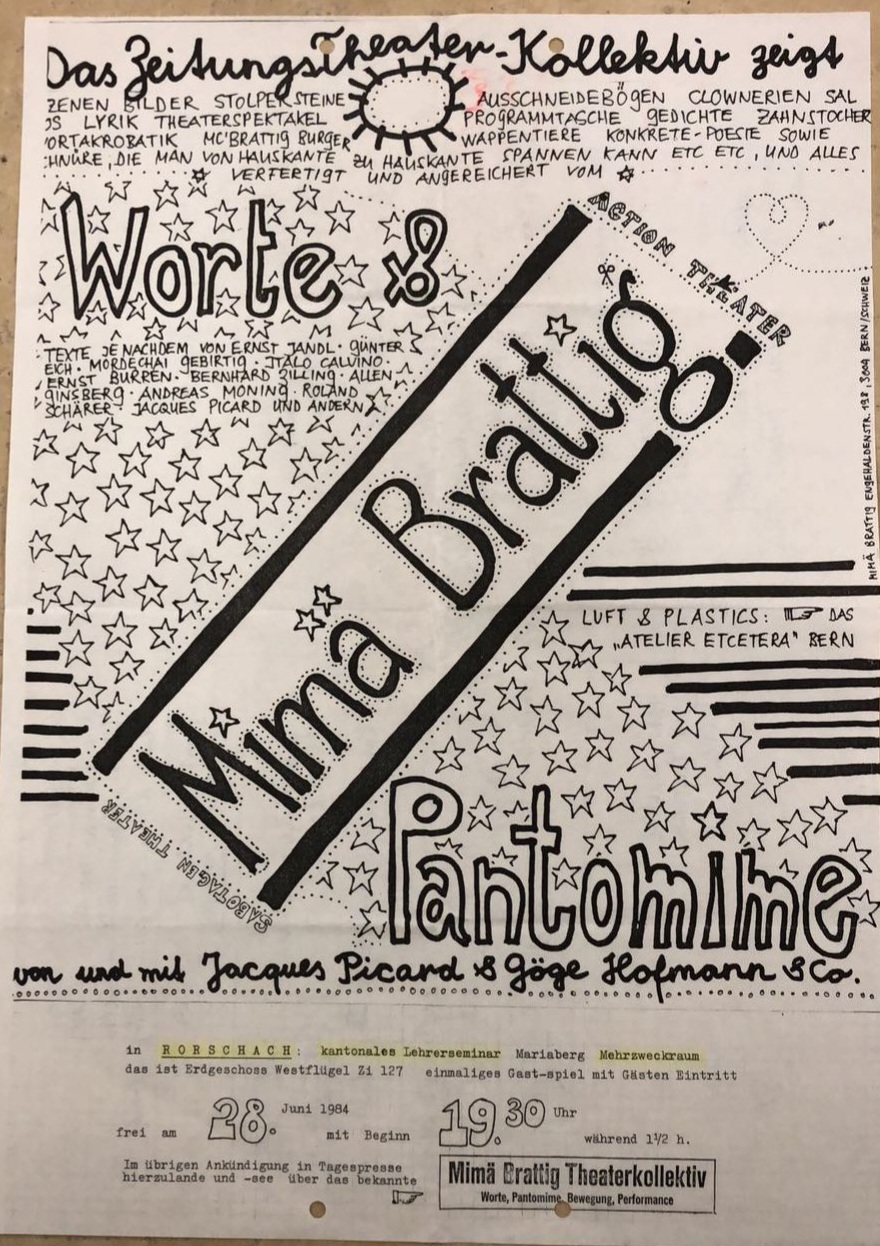
Das handgezeichnete und dann gedruckte Plakat des Mimä Brattig für einen Auftritt im Juni 1984 in Rorschach, wo Hofmann und Picard tagsüber auch einen Workshop für Theaterbegeisterte leiteten.

Hansrudolf „Gögi“ Hofmann (geboren 7. März 1956 in Zofingen; gestorben 21. Juli 2025) war ein Schweizer Komiker und Verwandlungskünstler.

## Leben
Hansrudolf Hofmann war der Sohn eines Textilwarenhändlers und einer Serviererin. Seinen Spitznamen Gögi erhielt er in der Schule wegen seiner roten Haare. Nach der Bezirksschule machte er eine Lehre zum Textilkaufmann, weil die Eltern das für ihn so entschieden. Ein Pantomimenworkshop bei der „kleinen bühne Zofingen“, geleitet von Jacques Picard, damals noch im Studium, lenkte sein Interesse auf das Schauspiel. Mit Picard entwickelte er das Duo „Mimä Brattig“, ein "Zeitungstheater-Kollektiv" aus Worten und Pantomime, mit der beide bis Mitte der 1980er Jahre tourten. Darin wirkten zuweilen auch Gäste wie Hans A. Pestalozzi, die Musiker Mich Gerber und Regula Gerber oder das Berner Künstleratelier "atelier etcetera" mit. Ein Flugplatz-Performance des Mimä Brattig mit Pjotr Kraska ("Kraska Rex") wurde durch Christian Balke und seiner "Fliegendruck-Galerie" filmisch und fotografisch festgehalten.
Ein Slapstick-Workshop beim „Kollektiv freischaffender Theatermacher Bern“ (MAD Theater Bern) führte dazu, dass Hofmann 1986 in dessen Produktion „Schicksalszug“ mitwirkte und 1989 in der „Hommage à Karl Valentin“. Er gehörte zudem dem Spektakeltheater "Karl's kühne Gassenschau" an. Bekannt wurde er durch seine Auftritte in verschiedenen Sendungen des Schweizer Fernsehens, unter anderem mit einer festen Rubrik im Rahmen der Unterhaltungssendung VIParade oder durch seine Auftritte als Platzwart Ueli Gröbli im Rahmen der Berichterstattung über die Fussball-Weltmeisterschaft 2006 des Schweizer Fernsehens, womit er für einige kontroverse Reaktionen in der Boulevardpresse sorgte. 2021 erhielt er als Sidekick des Rappers Jule X mit dem Hit "Dr DJ isch" erneut breitere Beachtung. 
Hofmann starb am 21. Juli 2025 an den Folgen einer Bauchspeicheldrüsenkrebserkrankung.